# Araǰin Xowmb 2011
L'Araǰin Xowmb 2011 è stata la 21ª edizione della seconda serie del campionato armeno di calcio. La stagione è iniziata il 5 aprile 2011 ed è terminata il 10 ottobre successivo.

## Stagione

### Novità
Al termine della stagione 2010, l'Ararat è stato promosso in massima serie. Al suo posto si è iscritta al campionato l'Ararat 2.

### Formula
Le nove squadre partecipanti si affrontano tre volte, per un totale di 24 partite più tre turni di riposo.

## Classifica
|  | Pos. | Squadra       | Pt | G  | V  | N | P  | GF | GS | DR  |
|  | ---- | ------------- | -- | -- | -- | - | -- | -- | -- | --- |
|  | 1.   | Shengavit     | 53 | 24 | 17 | 2 | 5  | 53 | 24 | +29 |
|  | 2.   | Mika Erevan 2 | 46 | 24 | 13 | 7 | 4  | 51 | 19 | +32 |
|  | 3.   | P'yownik 2    | 39 | 24 | 12 | 3 | 9  | 44 | 30 | +14 |
|  | 4.   | Širak 2       | 37 | 24 | 10 | 7 | 7  | 29 | 25 | +4  |
|  | 5.   | Ganjasar 2    | 36 | 24 | 11 | 3 | 10 | 48 | 42 | +6  |
|  | 6.   | Impuls 2      | 35 | 24 | 10 | 5 | 9  | 38 | 40 | -2  |
|  | 7.   | Banants 2     | 34 | 24 | 10 | 4 | 10 | 35 | 35 | 0   |
|  | 8.   | P'yownik 3    | 19 | 24 | 6  | 1 | 17 | 27 | 61 | -34 |
|  | 9.   | Ararat 2      | 8  | 24 | 2  | 2 | 20 | 15 | 64 | -49 |

Note:
Tre punti a vittoria, uno a pareggio, zero a sconfitta.